# Obetomo
obetomo（おべとも）は、東京都生まれのイラストレーター、アニメーション作家。
本名は岡部 知子（おかべ ともこ）。

## 来歴
東京造形大学視覚伝達デザイン学科卒業。血液型はB型。
ニューヨークで5歳まで育つ。「obetomo」は、学生時代のあだ名に由来する。

## 展覧会
- 「obetomo展」（2006年12月26日〜12月31日）
表参道ヒルズ「ギャラリー80」

## アニメ作品
- 『おべとも学園（2008年4月1日〜2013年3月18日、火曜・金曜（再放送）放送）
NHKEテレ「シャキーン!」内コーナー